# Communauté de communes de Bort-les-Orgues, Lanobre et Beaulieu
Die Communauté de communes de Bort-les-Orgues, Lanobre et Beaulieu ist ein ehemaliger französischer Gemeindeverband (Communauté de communes) in den Départements Corrèze und Cantal in den Regionen Limousin und Auvergne. Er wurde am 21. Dezember 1994 gegründet.

## Mitglieder
Corrèze
- Bort-les-Orgues

Cantal
- Beaulieu
- Lanobre

## Quelle
- Le SPLAF - (Website zur Bevölkerung und Verwaltungsgrenzen in Frankreich (frz.))